# Shimada Ichirō
Pour les articles homonymes, voir Shimada.
Shimada Ichirō est un nom japonais traditionnel ; le nom de famille (ou le nom d'école), Shimada, précède donc le prénom (ou le nom d'artiste).
Shimada Ichirō (島田 一郎) (1848-27 juillet 1878) est un samouraï de la fin de l'époque d'Edo (1603-1868) et du début de l'ère Meiji (1868-1912). Fils d'un ashigaru du domaine de Kaga, c'est un nationaliste qui ne peut concevoir d'ouvrir le Japon à des puissances étrangères. Il est connu pour être le chef de la bande d'assassins du puissant politicien Ōkubo Toshimichi le 14 mai 1878. Après l'assassinat, lui et ses complices se constituent prisonniers et sont exécutés en juillet de la même année.